# Еморі Тейт
Еморі Ендрю Тейт-старший (27 грудня 1958 — 17 жовтня 2015) — американський міжнародний майстер з шахів. Гросмейстер Моріс Ешлі  його описав як «абсолютний пілот афроамериканських шахів».  Він є батьком інтернет-персон Трістана та Ендрю Тейтів .  

## Молодість і освіта
Еморі Ендрю Тейт-старший народився в Чикаго, штат Іллінойс, 27 грудня 1958 року  Його батько, Еморі Ендрю Тейт-старший, був відомим адвокатом, а мати, Емма Кокс Тейт, керувала бізнесом з лізингу вантажівок.  Тейт-молодший навчився грати в шахи в дитинстві. Він служив у військово-повітряних силах США в чині сержанта, де «відзначився як лінгвіст». Він випадково вивчив іспанську та німецьку»  . Насправді Тейт вивчив іспанську, коли був студентом за обміном у Мексиці. Його «влітку 1975 року було обрано для участі в програмі з відзнакою іноземних мов Університету Індіани, іспанський відділ», і він провів два місяці в мексиканській родині.  Він мав трьох дітей з Ейлін Ешлі з Лутона, Англія; після їхнього розлучення вона повернулася до Великої Британії з дітьми.  Обидва його сини, Ендрю Тейт і Трістан Тейт, колишні чемпіони з кікбоксингу.

## Кар'єра
Найвищий рейтинг Тейта у ФІДЕ становив 2413 у рейтинговому списку жовтня 2006 року, що зробило його 72-м гравцем із найвищим рейтингом у Сполучених Штатах і серед 2000 найкращих активних гравців світу. Його максимальний рейтинг USCF  грудня 1996 року. Він отримав титул міжнародного майстра в 2007 році  після отримання третьої норми на World Open 2006 року. 
Його старший син Ендрю сказав: «Я ніколи не бачив, щоб він вивчав шахмати за підручниками. Він також ненавидів шахові комп’ютери і ніколи ними не користувався. Він просто сідав і грав». 
Тейт заслужив репутацію креативного та небезпечного тактика на шаховому турнірі США, де він виграв близько 80 турнірних партій проти гросмейстерів .  Тейт п'ять разів вигравав чемпіонат Збройних сил США з шахів .   Він шість разів вигравав чемпіонат штату Індіана (1995, 1996, 2000, 2005, 2006, 2007) і був включений до Зали шахової слави штату Індіана в 2005 році. Також він виграв чемпіонат штату Алабама в 2010 році  . Другий ветеран ВПС і чемпіон Збройних сил США з шахів 2003 року Лерой Хілл сказав: «Усі гравці мали прізвиська. Еморі мав прізвисько «інопланетянин», адже ми вважали, що його гра була не від світу цього». 

## Смерть
17 жовтня 2015 року Тейт помер після того, як раптово втратив свідомість під час турніру в Мілпітасі, Каліфорнія . Після його смерті ряд гросмейстерів і міжнародних майстрів написали йому данину поваги.   У 2016 році сенат штату Алабама прийняв резолюцію, яка «відзначає [його] життя та спадок». 

## Зовнішні посилання
- Emory Tate rating card at FIDE at the Wayback Machine (archived 2012-05-31)
- Emory Tate rating and tournament record at US Chess Federation
- Партії  в базі Chessgames

- Emory Tate chess games at 365Chess.com
- Biography of Emory Tate, Triple Exclam!!! The Life and Games of Emory Tate, Chess Warrior